# Synagoga Hiszpańska w Wenecji
Synagoga Hiszpańska w Wenecji – jedna z dwóch czynnych synagog weneckiego getta. Nabożeństwa odbywają się od Pesach do Jamim Noraim.
Synagoga została zbudowana w 1550 roku przez sefardyjskich Żydów wygnanych z Półwyspu Iberyjskiego pod koniec XV wieku. Przybywali oni do Wenecji zazwyczaj przez Amsterdam, Leghorn lub Ferrarę w połowie XVI wieku. W 1635 roku synagoga została gruntownie wyremontowana.
Synagoga to czteropiętrowy żółty kamienny budynek. We wnętrzu znajdują się 3 duże żyrandole oraz tuzin małych i drewniany rzeźbiony strop. Na ścianie wschodniej znajduje się bogato zdobiony Aron ha-kodesz zwieńczony tablicami Dekalogu, a na środku sali głównej teba.

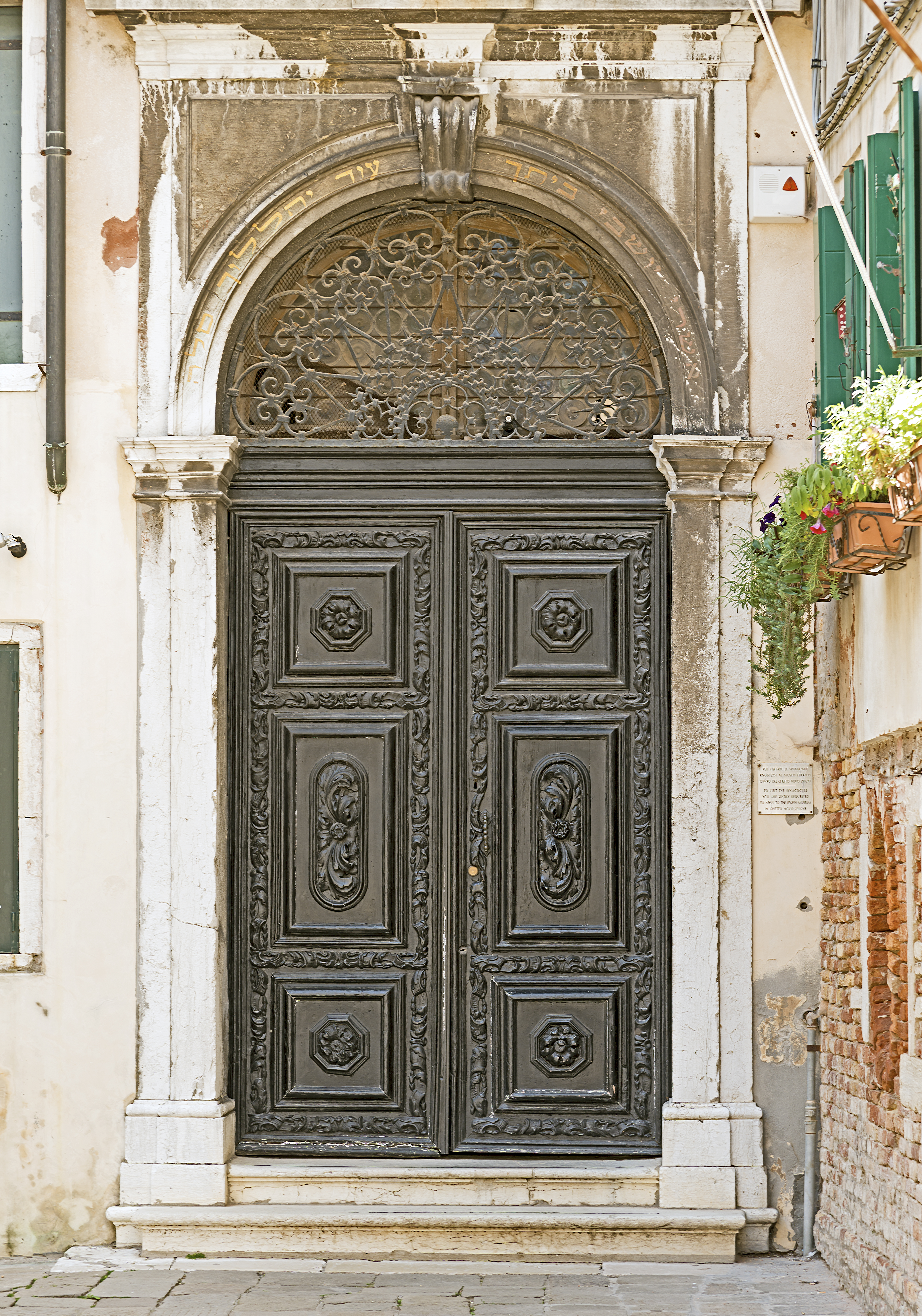
Brama do synagogi
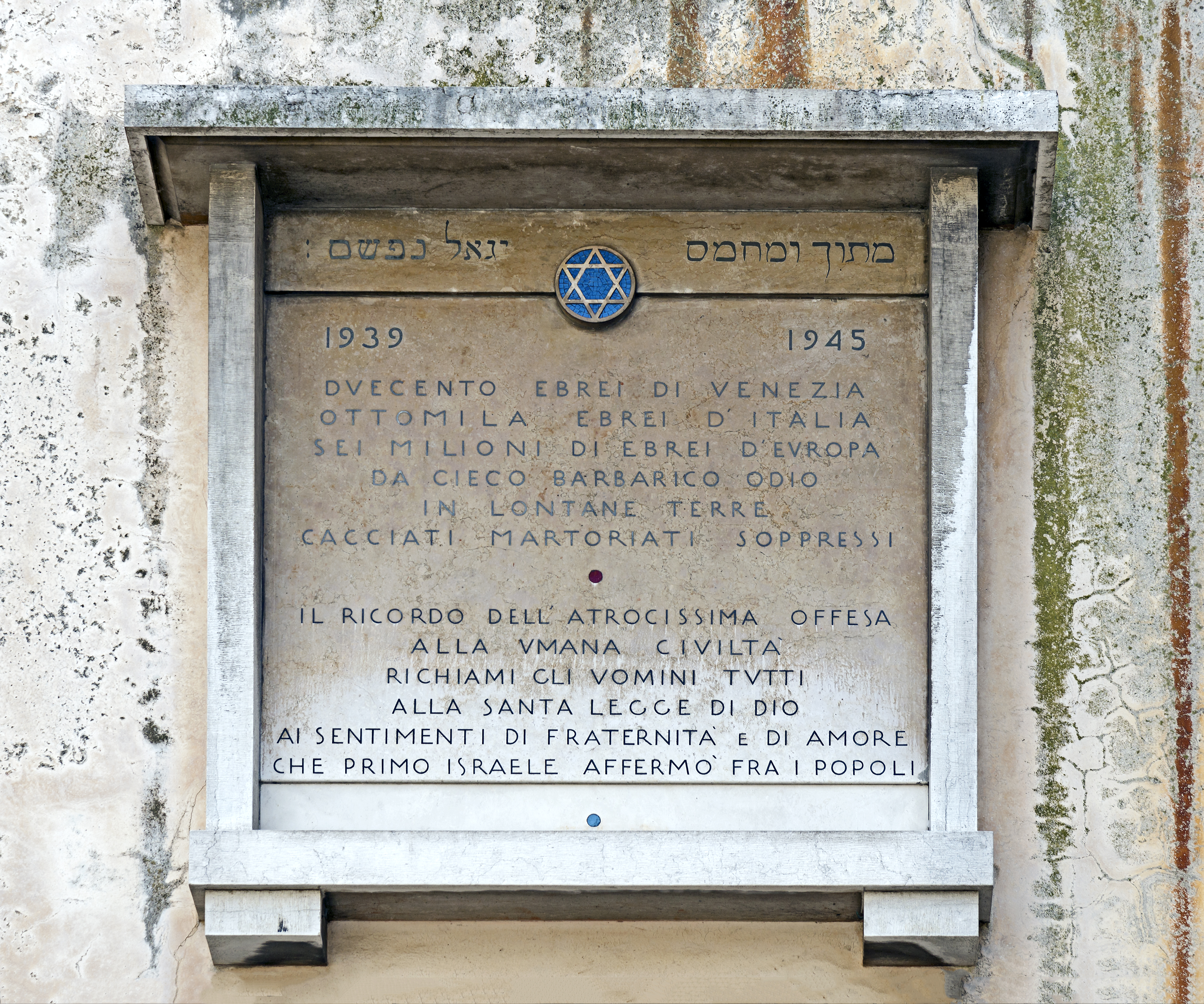
Tablica upamiętniająca Shoah